# Riccardo Riccò
Riccardo Riccò (Formigine, Emília-Romanya, 1 de setembre de 1983) és un ciclista italià, professional des del 2006 al 2011. És anomenat "Il Bisontino" i "La Cobra".
Destaca per ser un escalador explosiu, amb un canvi de ritme molt fort i per tenir una bona punta de velocitat que li serveix per guanyar en arribades en un grup reduït. Va debutar com a professional el 2006, aconseguint des de bon començament importants triomfs, com ara una victòria d'etapa al Giro d'Itàlia de 2007. El 2008 fou segon a la general del Giro d'Itàlia, en què guanyà dues etapes. Al Tour de França d'aquell mateix any va tenir un inici espectacular, guanyant dues etapes, la sisena i la novena, sent comparat amb Marco Pantani. Amb tot, poc després se sabé que havia donat positiu en un control antidopatge efectuat en la 4a etapa per la qual cosa fou expulsat de la cursa i detingut De resultes d'aquest positiu tot el seu equip, Saunier Duval-Scott, abandonà la cursa. Tot i negar-ho en un primer moment acabà confessant i renuncià a la contraanàlisi.
Després de la seva suspensió fins al 18 de març de 2010 Riccò firmà per l'equip Ceramica Flaminia i posteriorment pel Vacansoleil.
El 7 de febrer de 2011 fou ingressat a l'hospital de Mòdena en estat crític per culpa d'una insuficiència renal i una embòlia pulmonar. El metge que el va atendre va explicar que la causa hauria estat "una autotransfusió de sang que conservava a la nevera de casa des de feia 25 dies". Posteriorment el corredor italià negà aquestes acusacions excusant-se en què el seu estat li impedia parlar.

## Palmarès
- 2001
  -  Campió d'Itàlia de ciclocrós junior
- 2003
  - 1r a la Copa de la Pau
- 2004
  -  Campió d'Itàlia sub-23 en ruta
  - 1r a la Milà-Rapallo
  - 1r a la Coppa Cicogna
- 2005
  - 1r a la Setmana Ciclista Lombarda i vencedor de 2 etapes
  - Vencedor d'una etapa del Giro de Toscana
- 2006
  - 1r a la Japan Cup
  - Vencedor d'una etapa de la Setmana Internacional Coppi i Bartali
- 2007
  - Vencedor de 2 etapes a la Tirrena-Adriàtica
  - Vencedor d'una etapa al Giro d'Itàlia
  - Vencedor d'una etapa al Tour de San Luis
  - Vencedor d'una etapa de la Setmana Internacional Coppi i Bartali
- 2008
  - Vencedor de 2 etapes al Giro d'Itàlia
  - Vencedor de 2 etapes al Tour de França
- 2010
  - 1r a la Volta a Àustria i vencedor de 2 etapes
  - 1r a la Coppa Sabatini
  - Vencedor de 2 etapes de la Setmana Ciclista Lombarda
  - Vencedor d'una etapa del Giro del Trentino

### Resultats al Tour de França
- 2006. 97è de la classificació general
- 2008. Exclòs per dopatge. Havia guanyat la sisena i la novena etapa, però serà desposseït de les victòries pel cas de dopatge.

### Resultats al Giro d'Itàlia
- 2007. 6è de la classificació general. Vencedor d'una etapa
- 2008. 2n de la classificació general.  Vencedor de la classificació dels joves. Vencedor de 2 etapes